# Олений (вулкан)
Олений или Двухюрточный Северный — потухший вулкан на полуострове Камчатка (Россия).
Данный вулкан относится к Калгаучскому вулканическому району Срединного вулканического пояса. Находится в 4 км севернее озера Двухъюрточного полуострова Камчатка. Форма вулкана представляет собой пологий правильный щит. В географическом плане вулканическое сооружение имеет форму близкую к окружности с диаметром 5 км, и занимает площадь порядка 18 км², объём изверженного материала 4 км³. Абсолютная высота — 1081,6 м, относительная же высота составляют около 450 м.
Деятельность вулкана относится к современному (голоценовому) периоду.

## Топографические карты
- Лист карты O-57-117 озеро  Двухюрточное. Масштаб: 1 : 100 000. Состояние местности на 1974 год. Издание 1982 г.